# Террористические акты в Вене
Террористические акты в Вене совершены 2 ноября 2020 года в результате серии перестрелок в историческом центре Вены, Австрия. Нападение является одним из самых серьёзных в стране с 1985 года.

## Личность террориста
Террористом был двадцатилетний Фейзулай Куйтим. Он родился в 2000 году в Мёдлинге (Нижняя Австрия) и вырос там. Его родители принадлежали к албанскому меньшинству в Северной Македонии, поэтому у него было как австрийское, так и северно-македонское гражданство. О Куйтиме было известно Управлению по защите конституции, потому что он был одним из примерно 90 австрийских исламистов, которые хотели поехать в Сирию. В октябре 2020 года Куйтим и сопровождающий его сообщник пытались купить боеприпасы для АК-47 в Словакии, после чего словацкая полиция предупредила об этом факте Управления по защите Конституции, однако это предупреждение было проигнорированно.
Утром в день совершения теракта Куйтим разместил в Instagram различные фотографии, в том числе клятву верности лидеру Исламского государства Абу Ибрагиму аль-Хашеми аль-Кураши, а также фотографии с оружием, которое впоследствии было им применено. На видеозаписях нескольких камер наблюдения и очевидцев можно увидеть террориста, одетого до головы в белый халат. На нём был черный головной убор, несколько сумок с оборудованием и длинное ружье. Он также надел муляж пояса со взрывчаткой (так называемого «пояса смертника»). Кроме этого, убийца был вооружён укороченным автоматом Калашникова (штурмовой винтовки), пистолетами и мачете.

## Ход событий
Вечером около 20:00 по местному времени 2 ноября 2020 года в центре Вены террорист открыл огонь по людям, сидящим на верандах кафе, и прохожим на улицах Морцинплац, Зальцгрис, Фляйшмаркт, Бауернмаркт и Грабен. Сначала убийца перед пабом на Рупрехтсплац застрелил 24-летнюю гражданку Германии, которая работала в этом пабе официанткой и училась в Венском университете прикладных искусств. На стыке мясного и фермерского рынков, перед рестораном быстрого питания террорист застрелил 21-летнего уроженца Корнойбурга и 39-летнего австрийца.
Террорист был застрелен сотрудниками полицейского спецподразделения WEGA возле Рупрехтскирхе около 20:09 по местному времени. В результате теракта пострадало 23 человека, в том числе семь женщин. Среди раненых были три австрийца, гражданин Швейцарии и Германии, босниец, словак и китаец, а также десять австрийцев, люксембуржец, афганец, словак и трое немцев. 13 человек были доставлены в больницу с огнестрельными ранениями. 44-летняя австрийка скончалась от полученных травм в клинике Оттакринг. В итоге пять человек погибли, двадцать два (в том числе один полицейский) были ранены. Полиция и армейские подразделения блокировали центр Вены.

## Последующие события
Сначала сообщалось, что террористов было несколько, но затем министр внутренних дел Австрии Карл Нехаммер заявил, что террорист действовал в одиночку.
Убитым террористом оказался 20-летний албанец Куйтим Фейзулай, уроженец Вены с двойным гражданством: его родители приехали в Австрию из Северной Македонии. В апреле 2019 года его приговорили к 22 месяцам заключения за попытку выехать в Сирию, чтобы воевать на стороне ИГ, но 5 декабря 2019 года его освободили условно-досрочно, так как он попадал под действие привилегий по закону о суде по делам молодежи.
Через несколько дней после теракта полиция арестовала 14 человек в Австрии и Швейцарии. В ходе расследования теракта были произведены обыски в 18 квартирах и домах. Ссылки на адреса были получены в результате обыска в квартире террориста. Большинство подозреваемых были арестованы в Австрии, но швейцарское спецподразделение также арестовало двух мужчин в Винтертуре, поскольку имелись доказательства того, что эти двое мужчин контактировали с убийцей.
Было сообщено, что этнические турки Реджеп Тайип Гюльтекин и Микаил Озер вынесли двух раненых, в том числе полицейского, с места происшествия, при этом Гюльтекин получил ранение в ногу. Бургомистр Вены Михаэль Людвиг встретился с ними и выразил гордость за их поступок.
Гражданин Австрии палестинского происхождения Усама Халед также поспособствовал спасению раненых полицейских. Он работал в ресторане, возле которого произошла перестрелка. Не растерявшись, он выбежал из ресторана и затащил в него раненого австрийского офицера, оказав ему первую медицинскую помощь, впоследствии передав его медицинской службе.
Террористическая организация Исламское государство взяла на себя ответственность за теракт. Вместе с заявлением об этом была опубликована фотография убитого террориста, он был подписан как Абу Дажна Аль-Албани.